# Sekkingstad
Sekkingstad är en tätort i Øygardens kommun i Vestland fylke i västra Norge. Orten ligger vid fylkesväg 5242 på den västra sidan av ön Sotra.
Tidigare har orten tillhört dåvarande Fjells kommun i Hordaland fylke.